# L'Homme au cheval blanc
L'Homme au cheval blanc (titre original : Der Schimmelreiter) est un roman court, le plus connu de Theodor Storm, publié en 1888, quelques mois avant sa mort.

## Résumé
La nouvelle compte trois niveaux de narration.
Il s'ouvre sur ces paroles du premier narrateur : « ce que je me propose de rapporter, je l'ai appris il y a largement un demi-siècle, dans la maison de mon arrière-grand-mère, qui fut jadis la femme du sénateur Feddersen, alors que, m'étant assis dans son fauteuil, je m'occupais à la lecture d'une liasse de revues ficelées dans un carton bleu ; je suis bien en peine de me rappeler s'il s'agissait du Leipziger ou des Lectures hambourgeoises de Pappes ». 
Le deuxième narrateur (celui de l'histoire retrouvée dans la liasse des revues) entre alors en scène. Il raconte comment, alors qu'il longe la côte dans la province de Frise, un soir par mauvais temps, il croise un mystérieux cavalier blanc qui peu après lui semble plonger en pleine mer.
Le narrateur arrive alors dans une auberge où il est accueilli par différents personnages, dont le Deichgraf (littéralement le comte de digue, c'est-à-dire la personne responsable de la construction et de l'entretien des digues) et le maître d'école. Il leur rapporte l'étrange rencontre qu'il vient de faire. Ceux-ci ne sont pas surpris et lui expliquent qu'il vient probablement de croiser l'homme au cheval blanc (Schimmelreiter). Le maître d'école appelle un jeune garçon et lui propose raconter l'histoire de Hauke Haien au narrateur, à l'origine de la croyance locale dans le Schimmelreiter. 
Ainsi s'ouvre le troisième et dernier niveau de narration, celui du jeune garçon, qui occupe l'essentiel de la nouvelle. Cette dernière histoire se situe un siècle plus tôt, au milieu du XVIIIe siècle, dans un village situé au bord de la Mer des Wadden

### La jeunesse de Hauke
Hauke Haien est un jeune garçon de 14 ans, fils d'un paysan et arpenteur frison, Tede Haien. Très tôt, il montre un don et une fascination pour les mathématiques, en particulier pour la géométrie d'Euclide. À l'écart des autres jeunes du village, il passe son temps à observer les vagues qui viennent frapper la digue du village, et cherche à déterminer la forme de digue susceptible d'offrir la plus grande résistance possible à la mer. Il déclare à son père que son rêve serait de devenir lui-même Deichgraf.
À 18 ans, Hauke Haien réussit à entrer au service de l'actuel Deichgraf en tant que Kleinknecht (littéralement : petit valet). Le Deichgraf, Tede Volkerts, est décrit comme un homme à l'esprit assez pesant, mais bienveillant à l'égard de Hauke dont il apprécie les capacités mathématiques. En revanche, Hauke est méprisé par le Großknecht (grand valet), Ole Peters, qui ne voit en lui qu'un scribouillard inutile. Hauke se rend cependant au fil du temps indispensable au Deichgraf, suscitant la jalousie d'Ole Peters, et cela d'autant plus que la fille du Deichgraf, Elke, prend le jeune Hauke sous sa protection.
Après trois ans passés au service du Deichgraf, et après la mort de son père qui lui lègue un petit héritage, Hauke se fiance secrètement avec Elke. Le Deichgraf meurt quelque temps plus tard et Elke parvient à convaincre les notables du village (et notamment l'Oberdeichgraf, qui est le supérieur du Deichgraf), de nommer Hauke à ce poste. L'Oberdeichgraf hésite, car Hauke est encore très jeune et a peu de fortune. Ce dernier problème est résolu lorsque Elke annonce son mariage avec Hauke. D'autre part, l'Oberdeichgraf reconnaît les compétences de Hauke et accepte de le nommer au poste de Deichgraf.

### La construction de la nouvelle digue
Les premières années sont difficiles pour Hauke et Elke qui travaillent beaucoup, et exigent aussi beaucoup des habitants du village pour l'entretien de la digue. Ole Peters, l'ancien compagnon de Hauke, a depuis fait fortune et intrigue contre lui en répandant dans le village le bruit que Hauke ne doit qu'à sa femme son poste de Deichgraf.
Hauke n'ignore pas ces rumeurs qui le blessent profondément. Il conçoit alors un plan ambitieux en vue de la construction d'une nouvelle digue pour renforcer l'ancienne. La nouvelle digue prolongera l'ancienne digue et aura une déclivité plus faible de façon à réduire le choc des flots. Par ailleurs, située plus avant dans la mer, elle permettra de créer un polder qui libèrera des terres pour les paysans. Le projet rencontre de très fortes résistances chez ces derniers, mais malgré tout, il est finalement adopté.
Dès lors, Hauke va passer son temps à surveiller et conduire le chantier de la nouvelle digue, monté sur un cheval blanc (Schimmel) qu'il a récemment acheté à un inconnu rencontré sur au détour d'un chemin. Le cheval, très maigre et maltraité par son ancien propriétaire, devient solide et vigoureux grâce aux soins de Hauke, auquel il s'attache farouchement et exclusivement. Par ailleurs, notamment à cause de son flamboyant regard, il inspire une véritable terreur aux villageois qui voient en lui un cheval du diable.
Parcourant le chantier sur son nouveau cheval blanc, Hauke devient de plus en plus autoritaire et n'hésite pas à rudoyer les paysans. Ceux-ci pourtant lui obéissent tout en le haïssant secrètement et en l'accusant d'impiété.
Grâce à sa ténacité, le chantier arrive à sa fin et la nouvelle digue est un succès. Au même moment, Hauke et Elke ont une petite fille, Wienke, dont il s'avère malheureusement qu'elle est mentalement retardée.
Alors que les choses semblent enfin s'apaiser pour Hauke et que sa réputation s'améliore, il tombe malade et en sort très affaibli. Peu après, lors d'une inspection de routine sur la nouvelle digue, il remarque un défaut dans l'ouvrage, ce qui le plonge dans une grande angoisse. Mais lorsqu'il expose aux notables du village les travaux à effectuer, ceux-ci protestent et Hauke, auquel sa maladie semble avoir fait perdre sa pugnacité, abandonne son projet, avec mauvaise conscience.

### La tempête
Son pressentiment va hélas se révéler exact. Le jour de la Toussaint, une terrible tempête s'abat sur la côte. En prévision du choc, Hauke poste des ouvriers sur la digue avec pour mission de réparer de probables dégâts. Lui-même parcourt sur son cheval blanc la digue dans la tempête, vérifiant que celle-ci tient bon. C'est alors qu'il surprend des ouvriers en train de creuser une brèche dans la nouvelle digue pour éviter que l'ancienne ne s'effondre complètement. Ceux-ci prétendent agir sur l'ordre d'Ole Peters, l'ancien (et toujours) rival de Hauke. Furieux que l'on ose toucher à son œuvre, il s'y oppose violemment et culbute un ouvrier avec son cheval. Juste à ce moment, l'ancienne digue s'effondre et la mer s'engouffre. Les ouvriers s'enfuient en maudissant Hauke.
La pire épreuve est encore à venir : inquiète, sa femme a décidé de le rejoindre avec leur fille, et vient à sa rencontre en voiture. Mais dans l'obscurité, ils ne voient pas le trou béant qui est devant eux. Hauke a beau leur hurler de s'arrêter, le vent emporte ses paroles et la voiture est précipitée dans les flots. De désespoir, Hauke s'y jette à son tour et disparaît avec son cheval blanc dans la mer déchaînée.
Ainsi s'achève l'histoire du maître d'école. Le lendemain, reprenant sa route, le narrateur emprunte la digue de Hauke Haien, qui, ainsi que celui-ci l'avait prédit, tient toujours après plus d'un siècle.

## Interprétation

### Les ambiguïtés du personnage de Hauke Haien
Personnage central de la nouvelle, Hauke Haien apparaît à plusieurs égards comme une figure complexe.

#### La passion de la raison
En première lecture, Hauke Haien incarne le savoir et la maîtrise technique sur la nature, en opposition aux croyances irrationnelles des paysans du village.
Dès son adolescence (il a 14 ans au début du récit), le jeune Hauke se passionne pour la littérature, la physique, et surtout la géométrie. La découverte des Eléments d'Euclide est une révélation, Hauke semblant d'emblée s'intéresser aux applications pratiques de la géométrie. C'est ce qui le conduit, très tôt dans le récit, à imaginer le projet d'une nouvelle digue, dont la déclivité plus douce permettrait d'amortir le choc des vagues. La nouvelle digue serait ainsi plus sûre, plus durable, moins coûteuse à l'entretien. Autre épisode révélateur, celui de la fête villageoise, au cours de laquelle est organisé un concours de lancer de balle, que Hauke remporte grâce à sa connaissance des lois de la balistique. Et de façon générale, tout au long de l'œuvre, nous voyons comment l'opiniâtreté méthodique de Hauke vient à bout de la résistance têtue des paysans.
Mais d'un autre côté, Hauke Haien est loin d'être une figure entièrement rationnelle et l'on peut se demander s'il n'est pas davantage mû par l'orgueil et le désir de reconnaissance que par l'intérêt général et le pur amour de la science. Ainsi, ce qui déclenche le projet de construction de la nouvelle digue semble être les rumeurs malveillantes répandues sur son compte par Ole Peters, son ancien compagnon de service chez Tede Volkerts, et selon lesquelles Hauke ne devrait qu'à sa femme (la fille du précédent Deichgraf) son poste de Deichgraf. C'est en réaction à ces propos, et pour prouver sa valeur intrinsèque, que Hauke se lance dans le projet d'une nouvelle digue, dont la réalisation deviendra au fil du récit une obsession toujours plus grande. Hauke Haien semble peu à peu s'identifier avec son ouvrage et faire corps avec lui, comme l'illustrera son engloutissement final lors de la tempête.
Par ailleurs, lorsqu'il découvre une faille dans la digue (il s'agit d'un défaut de raccordement entre l'ancienne et la nouvelle digue), Hauke comprend aussitôt qu'en cas de forte tempête, le seul moyen d'éviter une catastrophe serait de "sacrifier" la nouvelle digue. Mais lorsque la tempête redoutée se produit, il empêche à tout prix les ouvriers de procéder à cette opération, parce que celle-ci a été ordonnée par Ole Peters, dont il suspecte la jalousie. Mais à vrai dire, les motivations de Hauke semblent aussi peu fondées sur la recherche de l'intérêt commun.

#### Seul contre tous
D'un côté, Hauke apparaît comme un personnage au caractère plutôt doux, rêveur, en retrait des préoccupations matérielles (son apparent désintérêt pour le travail cause quelque souci à son père), à l'écart des villageois de son âge, dont il fuit les distractions habituelles. Il fait également preuve dans le récit d'une grande tendresse pour sa femme et surtout pour sa fille qui souffre d'un handicap mental.
Mais de l'autre, Hauke apparaît comme un personnage qui n'hésite pas à recourir à la violence lorsqu'il s'agit d'imposer sa volonté aux autres. Cette aptitude à la violence apparaît dès le début de l'histoire, lorsque, venant de capturer un martin-pêcheur, le chat angora d'une vieille femme demeurant sur la lande lui subtilise sa prise. Hauke attrape le chat et l'étrangle de sang-froid tandis que celui-ci lui laboure le bras avec ses griffes.
Dans la suite du récit, Hauke devient peu à peu un personnage autoritaire, intransigeant, de plus en plus isolé de la communauté villageoise. En fin de compte, l'acharnement méthodique, la ténacité hautaine, sont les traits qui semblent le mieux le caractériser.

### L'opposition entre le savoir et les croyances populaires

#### La raison contre la croyance
L'opposition centrale de la nouvelle est entre le savoir et la superstition. D'un côté, le savoir, personnifié par Hauke Maien, que le maître d'école présente comme un précurseur méconnu de Hans Momsen (allusion à Hans Momsen de Fahretoft, 1735-1811, scientifique autodidacte de la Frise du nord), de l'autre, les croyances et les superstitions villageoises.
Cette opposition prend un tour dramatique avec l'arrivée du nouveau cheval blanc de Hauke Haien (en allemand, un Schimmel désigne couramment un cheval à la robe blanche ou grise). Son cheval est en effet à plusieurs reprises associé par les paysans au diable lui-même (Teufelspferd), certains s'imaginant que le cheval est la réincarnation d'une vieille carcasse de cheval gisant dans la lande et qui, croient-ils, aurait disparu.

#### Dépassement de l'opposition
Les choses ne sont cependant pas si simples. Ainsi, on peut parfois se demander si les paysans ne sont pas ceux qui font preuve de bon sens, en particulier lors de l'épisode final, lorsqu'ils décident d'abattre la digue de Hauke pour protéger leur village. Inversement, Hauke Haien apparaît de plus en plus comme un être jaloux, qui a une relation irrationnelle et presque fanatique à son propre ouvrage. L'obstination de Hauke semble alors presque plus déraisonnable et plus voisine de la folie que l'ignorance naïve des paysans.  
Par ailleurs, le fait que Hauke ne se sépare quasiment plus de son cheval blanc contribue à brouiller les frontières : le symbole de la raison (le géomètre) et le symbole de la superstition (le cheval maléfique) deviennent indissociables, le cheval enveloppant son cavalier, au moins dans la perception que s'en font les paysans, d'une aura mystique. Cheval et cavalier partagent les mêmes traits caractéristiques : la maigreur, un regard farouche, une prompte impétuosité ; tout se passe comme si Hauke Haien devenait réellement l'être surnaturel que les paysans imaginent. Les frontières entre le réel et l'imaginaire se confondent et le lecteur ne sait plus si le Schimmelreiter désigne une réalité ou un fantasme.
Cette confusion est en fait présente dès le début de la nouvelle : en effet, avant même que ne commence l'histoire de Hauke Haien, le narrateur qui arrive à l'auberge prétend avoir croisé le Schimmelreiter : le lecteur est alors tenté d'accorder de la réalité à ce témoignage extérieur à l'histoire de Hauke Haien. N'oublions pas, cependant, que ce narrateur n'est que le deuxième narrateur de la nouvelle, et donc qu'il participe de l'univers de la fiction.

## Adaptations

### Au cinéma
- 1934 : L'Homme au cheval blanc (de) (Der Schimmelreiter), film allemand réalisé par Hans Deppe et Curt Oertel d'après la nouvelle de Theodor Storm. Le personnage principal, Hauke Haien, est interprété par Mathias Wieman.
- 1978 : Der Schimmelreiter (de), film ouest-allemand réalisé par Alfred Weidenmann. John Phillip Law joue le rôle de Hauke Haien.

### À la télévision
- 1985 : Der Schimmelreiter, téléfilm allemand réalisé par Klaus Gendries et dans lequel Sylvester Groth joue le personnage principal Hauke Haien. Les scènes se déroulant dans la nouvelle au bord de la mer du Nord ont été tournées sur les côtes de la Mer Baltique à la fois en RDA et en Pologne.

## Traduction française
- L'homme au cheval blanc, traduit par Raymond Dhaleine : 1ère édition par Aubier en 1945 ; réédité par Sillage en 2018